# كروموسوم فيلادلفيا

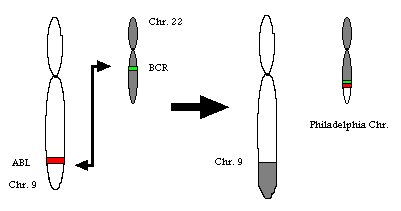
توضيح لصبغي فيلادلفيا

صبغي فيلادلفيا أو تبدل فيلادلفيا (بالإنجليزية: Philadelphia chromosome)‏ هو شذوذ محدد للصبغيات ارتبط حدوثه بمرض أبيضاض الدم النقوي المزمن، يحدث نتيجة إزفاء(انتقال متبادل) بين الصبغيات 9 و22، وتبادلهما للمادة الوراثية.
اكتشف عام 1960 من قبل العالمين بيتر نوويل وديفيد هونكرفورد كأول تغير صبغي دائم الوجود لدى الخلايا السرطانية عند مرضى أبيضاض الدم النقوي المزمن، حيث وجد العالمان قصراً في الصبغي رقم 22، سمي الصبغي الناتج عن هذا التغير باسم صبغي فيلادلفيا أو Ph1. وسمي بصبغي فيلادلفيا نسبة لمدينة فيلادلفيا الأميركية مكان اكتشاف هذا الصبغي.
في عام 1973 ثبت أنّ هذا الصبغي ناتج عن تبادل المادة الوراثية بين الذراعين الطويلين للصبغيين 9 و22. مما يؤدي إلى تجاور المورثتين ABL (صبغي 9) وBCR (صبغي 22). ينتج من هذا التجاور مورثة تعرف باسم ABL-BCR لتعطي بروتينا وزنه الجزيئي 210 كيلو دالتون.
يعمل هذا البروتين كإنزيم تيروزين كيناز مما يعمل على عمليات نقل إشارة لها علاقة بتحويل الخلايا الطبيعية إلى خلايا سرطانية.
بمساعدة إيماتينيب (Imatinib) تتم إعاقة البروتين BCR-ABL Tyrosinkinase، وبذلك إعاقة عمله المسرطن.